# Ove Kindvall
Bengt Ove Kindvall (Norrköping, 16 mei 1943 – Sollentuna, 4 of 5 augustus 2025) was een Zweeds voetballer die doorgaans als spits speelde. Hij maakte deel uit van het Feyenoord dat in 1970 beslag legde op de Europacup I (tegen Celtic) en de Wereldbeker (tegen Estudiantes). Tijdens de Europacup I-finale scoorde hij het beslissende doelpunt.

## Feyenoord
Na in december 1965 al een poging te hebben gewaagd slaagde Feyenoord's manager Guus Brox erin Kindvall in 1966 een tweejarig contract te laten tekenen. Kindvall werd dat jaar de derde spectaculaire aankoop na het aantrekken van Rinus Israel en Ruud Geels. Met de transfer was volgens verschillende Nederlandse kranten een tekengeld van 150.000 tot 300.000 gulden gemoeid. Kindvall werd bij Feyenoord herenigd met landgenoot en voormalig ploeggenoot Harry Bild.
Kindvall wordt door velen beschouwd als de beste spits die ooit voor Feyenoord heeft gespeeld. In zijn tweede seizoen werd hij, als eerste niet-Nederlander, topscorer van de Eredivisie. Ook in 1968 en 1971 werd hij topscorer. De Zweed scoorde in de 144 competitiewedstrijden die hij voor de club speelde 129 doelpunten, een gemiddelde van net geen 0,9 doelpunten per wedstrijd. Lange tijd was hij de maat waaraan elke nieuwe Feyenoordspits werd gemeten.
In 1971 keerde hij naar Zweden terug, waar hij van 1971 tot 1974 bij IFK Norrköping speelde en zijn carrière afsloot bij IFK Göteborg in het seizoen 1974-1975.
Kindvall speelde ook in het Zweedse nationale team. Ondanks eenmaal te hebben gescoord kwalificeerde hij zich niet met Zweden voor het wereldkampioenschap voetbal 1966 in Engeland Hij nam wel deel aan het wereldkampioenschap voetbal 1970 in Mexico en het wereldkampioenschap voetbal 1974 in het toenmalige West-Duitsland. In totaal speelde hij 43 wedstrijden voor het Zweedse nationale team en scoorde 16 doelpunten.
Zijn zoon Niclas Kindvall speelde ook professioneel voetbal, voor onder meer Hamburger SV.
Kindvall overleed in augustus 2025 op 82-jarige leeftijd.

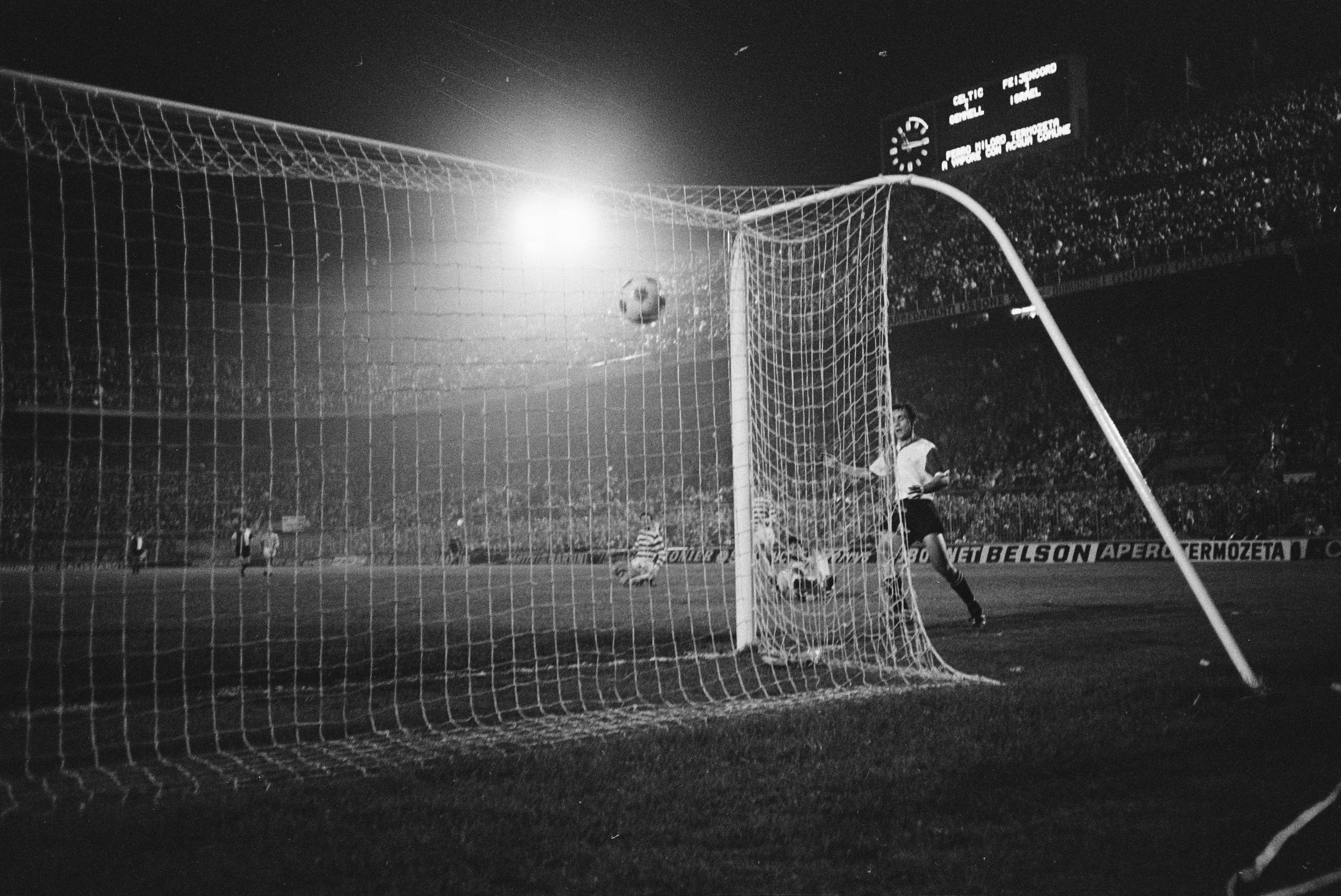
Kindvall scoort de winnende goal in de Europacup I-finale

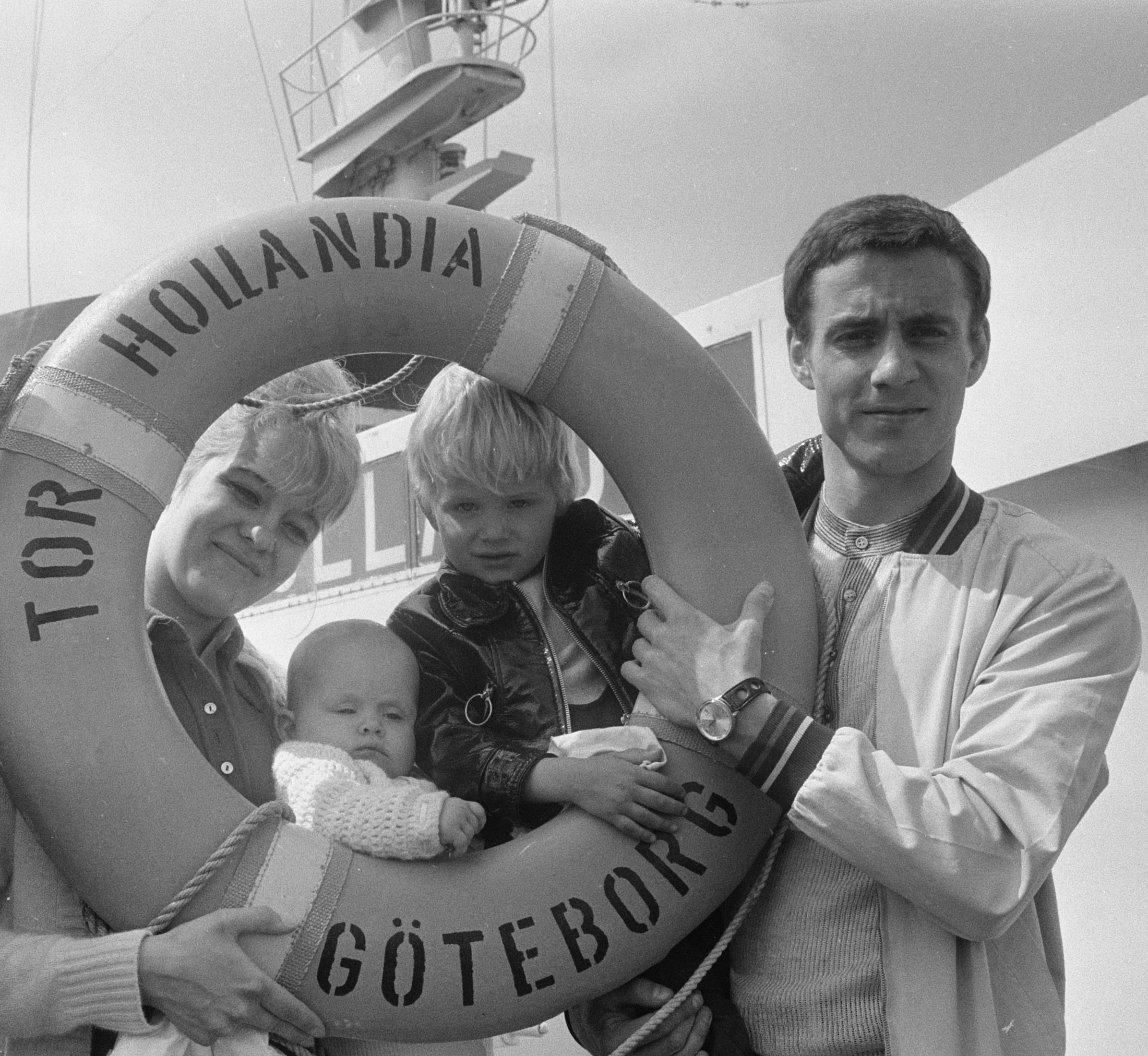
Ove Kindvall met zijn gezin in 1970

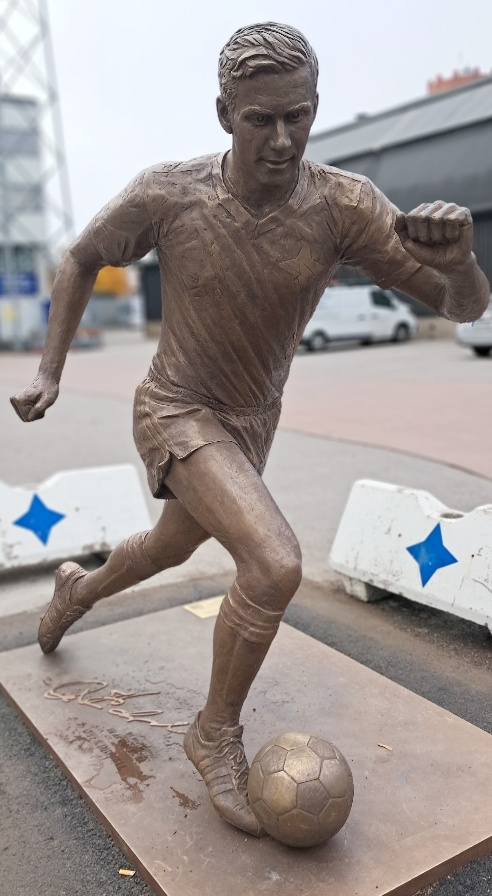
Standbeeld van Kindvall in Norrköping

## Clubs
| Club           | Jaren     |
| -------------- | --------- |
| IFK Norrköping | 1962–1966 |
| Feyenoord      | 1966–1971 |
| IFK Norrköping | 1971–1974 |
| IFK Göteborg   | 1974–1975 |

## Erelijst
| Competitie                 |                |                  |
| Competitie                 | Aantal         | Jaren            |
| IFK Norrköping             | IFK Norrköping | IFK Norrköping   |
| -------------------------- | -------------- | ---------------- |
| Allsvenskan                | 2x             | 1962, 1963       |
| Feyenoord                  |                |                  |
| Mondiaal                   |                |                  |
| Wereldbeker voor clubteams | 1x             | 1970             |
| Internationaal             |                |                  |
| Europacup I                | 1x             | 1969/70          |
| Intertoto Cup              | 2x             | 1967, 1968       |
| Nationaal                  |                |                  |
| Eredivisie                 | 2x             | 1968/69, 1970/71 |
| KNVB beker                 | 1x             | 1968/69          |

## Persoonlijk
| Prijs                 | Aantal | Jaren                     |
| --------------------- | ------ | ------------------------- |
| Guldbollen            | 1x     | 1966                      |
| Topscorer Allsvenskan | 1x     | 1966                      |
| Topscorer Eredivisie  | 3x     | 1967/68, 1968/69, 1970/71 |

## Trivia
- Aan zijn naam is een anekdote verbonden. Voetbalcommentator Herman Kuiphof wist dat Kindvall in het Zweeds niet met een k-klank wordt uitgesproken en noemde de voetballer "Tsjiendwal", wat de juiste uitspraak dichter benaderde. Veel sportliefhebbers dachten echter dat Kuiphof een rare manier van uitspreken had en gaven hem de bijnaam "Tsjuiphof". Het clubblad plaatste hierover een kritisch artikel op de voorpagina onder de titel "Tsjommentaar op Tsjuiphof". Ook het voetbalblad Voetbal International (toen nog een krant) liet zich niet onbetuigd en kopte na de Europacupwinst van Feyenoord: "De Tsjup is in de Tsjuip".